# Liège Basket in het seizoen 2022/23
Het seizoen 2022/23 was het 23e jaar in het bestaan van de Luikse basketbalclub Liège Basket sinds de fusie in 2000. 

## Verloop
De club kwam uit in de basketbalcompetitie van Nederland en België, de BNXT League. Luik werd in december 2022 overgenomen door de Amerikaanse zakenman Ernie Cambo die de clubs schulden meteen afloste en terug naar de Country Hall de Liège. In zijn zog kwam de Amerikaanse coach Brad Greenberg en assistenten en verschillende buitenlandse spelers waaronder Anthony Cambo de zoon van de eigenaar. Hierdoor vertrokken ook een aantal spelers zoals Ioann Iarochevitch en Maxime Depuydt.
Luik eindigde de nationale competitie als negende waardoor ze in de Elite Silver uitkwamen. In de Elite Silver eindigde Luik als vierde en kwalificeerde zich niet voor de play-offs voor het landskampioenschap. In de BNXT League play-offs won Luik in de eerste ronde van Basketbal Academie Limburg en in de tweede ronde van Landstede Hammers. In de derde ronde was Limburg United te sterk.
In de kwartfinale van de Beker van België won Luik van Brussels Basketball maar in de halve finales werd er verloren van latere bekerwinnaar Antwerp Giants.

## Ploeg
Antwerp Giants ·
Apollo Amsterdam ·
Aris Leeuwarden ·
BAL ·
Union Mons-Hainaut ·
Den Helder Suns ·
Donar ·
Feyenoord ·
Heroes Den Bosch ·
Kangoeroes Basket Mechelen ·
Landstede Hammers ·
Leuven Bears ·
Liège Basket ·
Limburg United ·
Okapi Aalst ·
Oostende ·
Brussels Basketball ·
Spirou Charleroi ·
Yoast United ·
ZZ Leiden